# Народна скупштина у Кравјаку
Народна скупштина у Кравјаку је друга скупштина устаничких вођа током Устанка у Босни, одржана на православни празник Михољдан 29. септембра по старом каленадру, то јесте 12. октобра по новом календару, 1877. у Кравјаку, засеоку села Тишковца, код Дрвара, гдје је уједно било и сједиште устаничких вођа. Скупштина је одржана у циљу конституисања Привремене народне босанске владе.

## Историјска подлога
Након избијања устанка у Херцеговини, познатог под називом Невесињска пушка, народ самоорганизовано отпочиње устанак широких размјера и у осталим крајевима Босне и Херцеговине. Устанак у Босни, тачније у Босанској Крајини почиње нешто касније од херцеговачког, и није дошло до усклађивања устаничких дејстава у ова два краја. У припремама Устанка у Босни се истичу Васо Видовић, Симо и Јово Билбија, Спасоје Бабић и Васо Пелагић. Прва устаничка скупштина, позната као Јамничка скупштина је сазвана на православни Божић 1875. године у селу Јамница.
Вође босанског устанка, почетком јуна мјесеца 1876. године доносе Проглас поглавара и војвода васколиких босанских устаника уједињења Босне са Србијом гдје се исказује тежња ка уједињењу двије српске земље, а вође устанка овим Прогласом признају владу из Београда за своју врховну владу, као и књаза Милана за књаза српског народа у Босни.
У име тога нашег великог савезника Бога, ми васколике вође устаничких чета босанских, данас једини законити представници српске земље Босне, после толиког чекања и без наде на икакву помоћ рјешавамо: да од данас за навијек кидамо са нехришћанском владом цариградском и желећи с браћом нашом Србима дијелити судбину, па ма каква она била, проглашавамо: да се домовина наша Босна присајужава кнежевини Србији, законитом и правом прејамнику државе старих наших краљева и царева и проглашавамо нашим насљедним господаром књаза српског Милана М. Обреновића IV.— Проглас

## Припреме за скупштину
Након што босанске устаничке вође проглашавају јединство са Србијом 1876. године, сљедеће године изразжавају политички реализам, тражећи слободу и самоуправу за српски народ у Босни, али и даље се не одричући тежњи и права за постизањем српског националног уједињења. Почетком марта 1878. године 450 чланова устанка из Босне одржали су Народну скупштину на којој су поновили исте захтјеве, протестујући против одредби Санстефанског мира који никако није ишао у корист тежњи устаника, као и цјелокупног народа. У вријеме рата између Русије и Османскога Царства, босански устаници су на посебној скупштини у Кравјаку створили Привремену народну босанску владу. У свом прогласу, скупштина је објавила да се Босна жели ујединити са српским земљама, но ако ово није одмах могуће, тражи се слобода и самоуправа за српски народ у Босни, као и уједињење са херцеговачким устаницима, и стављање самог устанка под једно вођство.

## Привремена народна босанска влада
На великој народној скупштини у Кравјаку, изабрана је прва устаничка влада, под именом Привремена народна босанска влада, која је имала 14 чланова, и по самој успостави издала је Проглас народу босанскоме. У Прогласу се наводи да Влада осуђује могућу окупацију Босне и Херцеговине, од стране Аустроугарске.
Народ босански нити је кад желио, нити пак жели да постане саставни дио ма које друге државе. Он жели да се уједини са осталим српским земљама. Уколико, посматрајући политичку ситуацију до тог уједињења не би дошло, српски народ у Босни жели имати потпуну слободу и самоуправу, без одрицања својих тежњи и историјског и народног права за уједињење са осталим српским земљама у једну државу, која би могла бити од користи за опште словенско питање.— Проглас
Влада је пред себе ставила и задатак да позове муслиманске прваке да се боре за заједнички циљеве.
Ако ли пак ни са Србијом у заједницу нећете онда можемо сами за себе државу уредити, али само будимо паметни очувати и уздржати нас од сваке управе и савеза са аустријом.— Проглас
Привремена народна босанска влада је имала 14 чланова. Владу су чинили:
- Владимир Семјонович Јонин (Рус) — предсједник
- Јово Ерцег Скобла (Србин) — замјеник предсједника

Чланови:
- Јово С. Билбија (Србин) — секретар
- Голуб Бабић (Србин) — војвода
- Вид Милановић (Србин) — војвода
- Перо Крецо (Србин) — војвода
- поп Василије Ковачевић (Србин) — четовођа
- поп Јово Пећанац (Србин) — четовођа
- Тривун Бундало (Србин) — четовођа
- Дамјан Ђурица (Србин) — четовођа
- Илија Шевић (Србин) — четовођа
- Илија Тривић (Србин) — четовођа
- Божо Љубоја (Србин) — четовођа
- фра Бонавентура Боно Дрежњак (Хрват) — четовођа
- Нико Буро (Хрват) — четовођа
- Мато Јурета (Хрват) — четовођа